# ليشمانيا مدارية
الليشمانيا المدارية (باللاتينية: Leishmania tropica) نوع من الطفيليات المسوّطة من جنس الليشمانيا، أحد مسببات داء الليشمانيات الجلدي عند البشر. ينتقل عن طريق لدغة الفاصدة السرجنتية، وهي حشرة من جنس الفواصد.

## الوبائيات

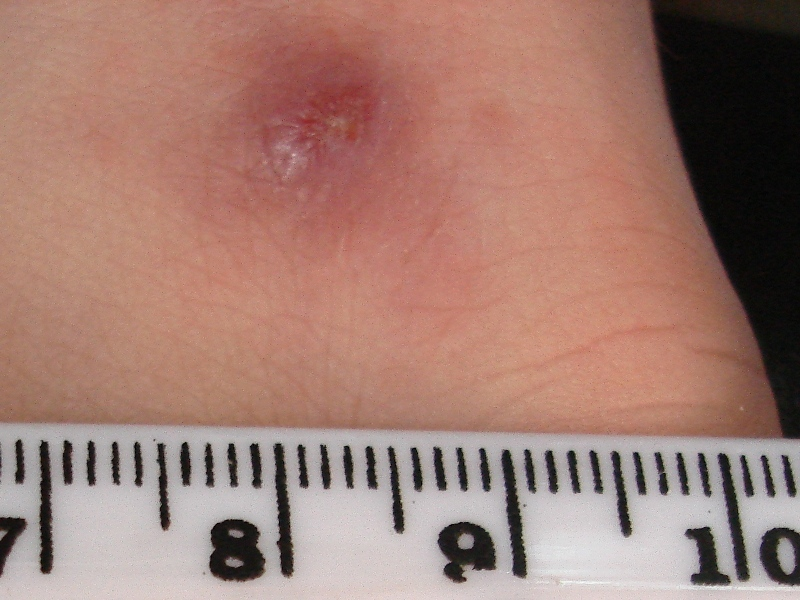
حطاطة داء الليشمانيات الجلدي الناجم عن الليشمانيا المدارية في ظهر القدم.

تنتشر الليشمانيا المدارية في الشرق الأوسط وآسيا الوسطى وبعض مناطق أفريقيا. الإنسان هو المستودع الطبيعي المثبت الوحيد لهذا الطفيلي.